# Cuerda (aeronáutica)

Sección en cruz de un perfil donde se muestra la cuerda y su longitud

Cuerdas presentes en la vista en planta de un ala en flecha

En la aeronáutica, el término cuerda se refiere a la línea recta imaginaria que une el borde de salida con el centro de la curvatura del borde de ataque de un perfil alar o álabe cualquiera. La longitud de la cuerda es la distancia entre el borde de salida y el punto del borde de ataque donde la cuerda se interseca con este último.
El ala, los estabilizadores horizontales, las palas de las hélices, y los álabes del motor de las aeronaves están todos basados en perfiles predeterminados y los términos "cuerda" y "largo de cuerda" son también usados para describir su ancho. La cuerda de un ala, estabilizador o pala es determinada mediante el examen de la vista en planta y la medición de la distancia entre el borde de entrada y salida en la dirección del flujo. (Si un ala tiene una vista en planta rectangular, no afilada ni en flecha, entonces la cuerda es igual al ancho del ala medido en la dirección del flujo de aire) El término "cuerda" también es aplicable al ancho de los flaps, alerones y timones de dirección de una aeronave.
El término se aplica igualmente a los álabes de compresores y turbinas de los motores reactivos con turbinas de gas de aviación, ya sean turborreactores, turbohélices e independientemente de la presencia o no de un doble contorno (Turbofan).
La mayoría de las alas no tienen una vista en planta rectangular, por lo que tienen diferentes cuerdas en diferentes posiciones a lo largo de su envergadura. Para tener un punto de comparación característico entre varios tipos estructuras alares, el término "cuerda aerodinámica media (CAM)" es usado. La CAM es algo más compleja de calcular debido a que la mayoría de las alas varían en cuerda a lo largo de su envergadura, volviéndose estrechas hacia los extremos, lo que significa que mucha mayor sustentación es obtenida en las áreas alares mayores cercanas al fuselaje y la CAM muestra el punto donde se establece la cuerda que tiene esto en cuenta.

## Cuerda media estándar
La cuerda media estándar (CME), se define como la superficie semialar dividida por la envergadura semialar:
| Símbolo                                    | Nombre                |
| ------------------------------------------ | --------------------- |
| {\displaystyle \displaystyle {\mbox{CME}}} | Cuerda media estándar |
| {\displaystyle S}                          | Superficie alar       |
| {\displaystyle b}                          | Envergadura alar      |

De esta forma la CME es la cuerda de una semiala rectangular con la misma área y envergadura que las del ala en cuestión. Esta es una figura geométrica pura y es raramente usada en la aerodinámica.

## Cuerda aerodinámica media
La cuerda aerodinámica media se define como:
| Símbolo                      | Nombre                                       |
| ---------------------------- | -------------------------------------------- |
| {\displaystyle {\mbox{CAM}}} | Cuerda aerodinámica media                    |
| {\displaystyle S}            | Superficie alar                              |
| {\displaystyle b}            | Envergadura alar                             |
| {\displaystyle y}            | Coordenada a lo largo de la envergadura alar |
| {\displaystyle c}            | Cuerda en la coordenada {\displaystyle y}    |

Los otros términos son los mismos que para la CME.
Físicamente, la CAM es la cuerda de un ala rectangular, la cual tiene la misma área, fuerza aerodinámica y posición que el centro de presión a un determinado ángulo de ataque del ala. Dicho sencillamente, la CAM es el ancho que debe tener un ala rectangular equivalente en condiciones determinadas. De esta forma no solo la medida, sino la posición de la CAM es muy importante. En particular, la posición del centro de masa de una aeronave es medido relativo a la CAM como el porcentaje de la distancia desde el borde de ataque de la CAM hasta el centro de masa con respecto a la CAM misma.
Nótese que la figura a la derecha implica que la CAM está en el punto donde el flechado del borde de ataque y de salida cambia. Realmente, no siempre se da dicho caso. Cualquier forma que no sea un trapecio simple requiere el empleo de la integral anterior.
La relación del largo o envergadura de un ala respecto a su cuerda se conoce como "la relación de aspecto", un indicador importante de la resistencia inducida por sustentación que creará el ala. En general, los aviones con mayores relaciones de aspecto (largas y delgadas alas) tendrán mucha menos resistencia inducida, más ventajosas para las bajas velocidades. Esta es la razón de porque los planeadores cuentan con este tipo de alas

## Ala adelgazada
Conociendo el área (Sw), estrechamiento ({\displaystyle \lambda }) y la envergadura (b) de un ala y si el ala tiene flechado o no, la cuerda en cualquier posición de la envergadura se puede calcular por la fórmula:
| Símbolo                  | Nombre                                  |
| ------------------------ | --------------------------------------- |
| {\displaystyle c(y)}     | Cuerda en la posición {\displaystyle y} |
| {\displaystyle S_{w}}    | Área                                    |
| {\displaystyle \lambda } | Estrechamiento                          |
| {\displaystyle b}        | Envergadura                             |